# Il brutto anatroccolo
Il brutto anatroccolo (Den grimme ælling) è una fiaba dello scrittore danese Hans Christian Andersen, pubblicata per la prima volta nella data 11 novembre 1843 in Nye Eventyr. Første Bind. Første Samling. 1844 ("Nuove fiabe. Primo volume. Prima raccolta. 1844"). In Italia è apparsa nel 1904 in Quaranta novelle, con il titolo Il brutto anitroccolo.

## Trama
All'interno di una nidiata di anatroccoli, situata in una casa padronale, se ne distingue uno dalle piume grigie scure, particolarmente grande e sgraziato. Sebbene la madre, nonostante le sue differenze, gli voglia comunque molto bene e cerchi di farlo accettare, il piccolo viene percepito dai suoi simili come una brutta e stramba creatura, venendo conseguentemente deriso ed emarginato; il duro trattamento che gli viene riservato lo induce ben presto a prendere la decisione di fuggire dall'aia e andare a stabilirsi in una palude in compagnia delle oche e delle anatre selvatiche sino a quando un gruppo di cacciatori non uccide il resto del branco. Sul posto giungono persino dei cani da caccia, ma la presenza sgradevole dell'anatroccolo li costringe alla fuga.
Il piccolo, sopravvissuto, abbandona la palude eludendo i cacciatori e vaga faticosamente per i campi, trovando rifugio presso una casa di contadini appartenente ad un'anziana signora, ma il suo gatto e la sua gallina lo scherniscono crudelmente, spingendolo quindi a rimettersi in viaggio. Una sera di autunno vede gioioso uno stormo di splendidi cigni migratori in volo e, pur provando fascino, non vuole unirsi a loro poiché si considera troppo brutto ed incapace di volare. Al calare dell'inverno, viene una mattina messo in salvo da un contadino dopo essere rimasto intrappolato nel ghiaccio rischiando di morire congelato, ma è impaurito dai suoi bambini chiassosi e decide ancora una volta di fuggire nascondendosi nelle paludi.
A primavera inoltrata, scampato miracolosamente da morte certa dal rigido inverno, il protagonista, ormai diventato adulto, giunge presso un giardino dove vede nuotare in un lago tre cigni. Non sopportando più una vita piena di solitudine e avversità, si avvicina con l'intenzione di venire ucciso da loro, ma rimane molto sorpreso: inaspettatamente, gli danno il benvenuto e lo accettano; guardando il proprio riflesso nell'acqua, si rende conto che lui stesso è divenuto un bellissimo cigno bianco.

## Analisi

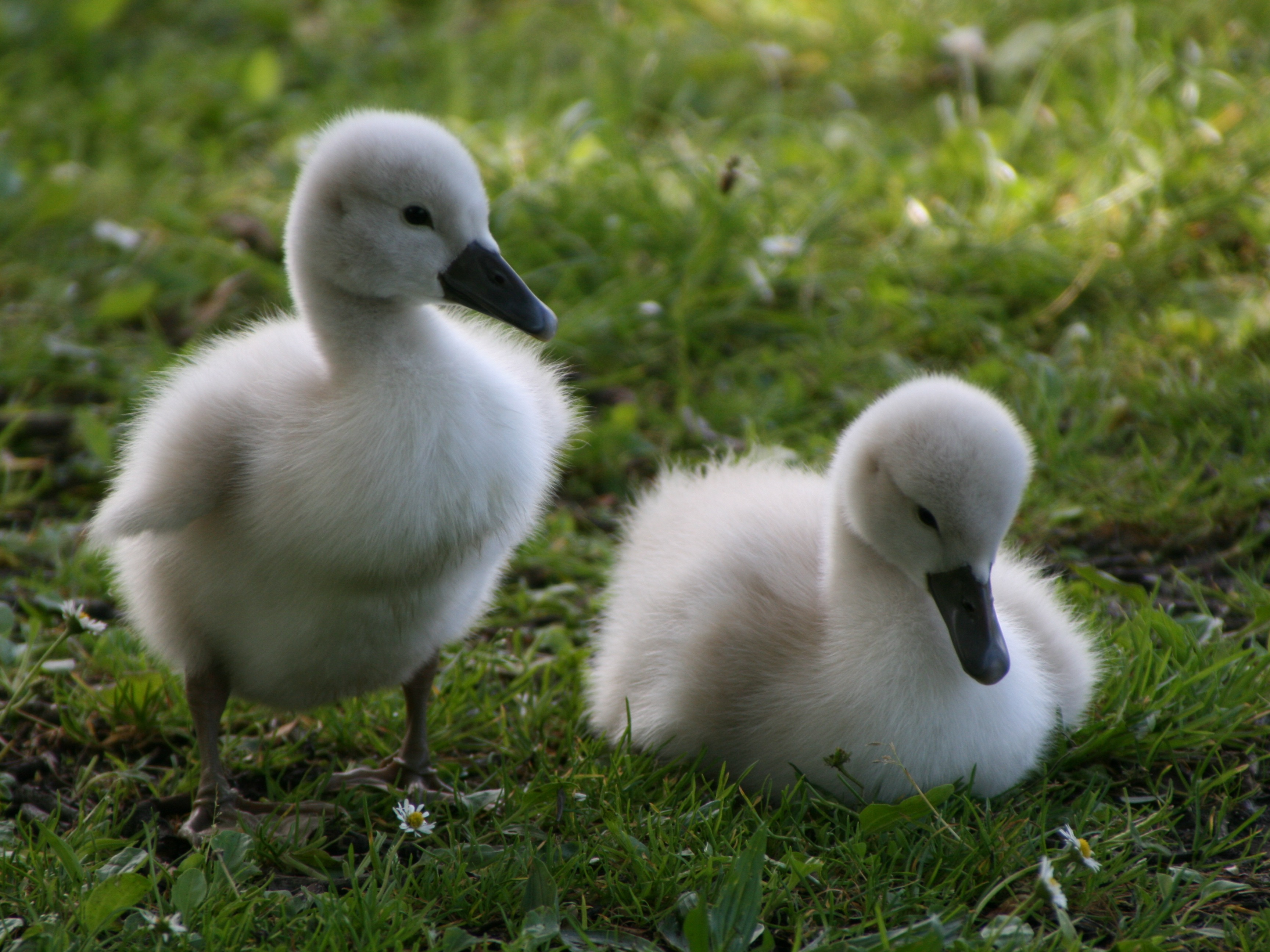
Una coppia di cignetti

Questa storia viene spesso considerata una metafora delle difficoltà che spesso bambini e adolescenti sperimentano durante la loro crescita. La fiaba viene spesso raccontata per rinforzare l'autostima dei bambini e far loro accettare eventuali differenze che li dividono dal "gruppo" o, addirittura, essere fieri di tali differenze, che potrebbero in realtà rivelarsi un dono.
È noto che Andersen metteva in relazione questa fiaba, e la sua morale, con la sua gioventù, nella quale egli si trovò spesso a essere emarginato e rifiutato come "diverso", anche a causa delle prime manifestazioni della sua omosessualità.
La storia viene usata spesso per riferirsi a qualcosa o qualcuno che, inizialmente oggetto di disprezzo o disinteresse, alla fine ottiene l'apprezzamento e il rispetto dei più. In genere ci si riferisce a un progresso morale, ma talvolta anche fisico (per esempio per riferirsi a un bambino o una bambina "bruttini" da piccoli che diventano più belli crescendo).
Alla fiaba si può anche associare il messaggio che tutte le persone hanno un valore inerente, che esiste a prescindere dai contesti sfortunati e infelici in cui tale valore non può emergere o non può essere riconosciuto. Il fatto che i fratelli del brutto anatroccolo, che prima lo deridono, si scoprono poi essere "semplici anatre" che deridevano uno "splendido cigno", introduce anche una chiave di lettura della fiaba in cui emerge un velo di elitismo e classismo.
Il fatto che il brutto anatroccolo trovi sé stesso quando trova i suoi simili, infine, è stato talvolta letto come un'affermazione dell'importanza della famiglia e dell'appartenenza a un gruppo.

## Adattamenti
- La Disney ha prodotto due cortometraggi basati su questa storia, tutt'e due molto liberamente, entrambi parte della serie Sinfonie allegre (1929 - 1939): il primo in bianco e nero L'anitroccolo eroico (1931) e il secondo a colori Il piccolo diseredato (1939). Entrambi i cortometraggi sono muti.
- Il brutto anatroccolo, cortometraggio sovietico del 1956, distribuito anche in home video.
- Il brutto anatroccolo, film d'animazione inglese del 1997.
- Il brutto anatroccolo, serie animata spagnola del 1998, che racconta molte più avventure nonostante rimanga la trama di base.
- Nome in codice: Brutto Anatroccolo (2006), regia di Michael Hegner e Karsten Kiilerich.
- Il brutto anatroccolo (2010), adattamento musical del racconto.[3]
- Il brutto anatroccolo, opera lirica in atto unico, prodotta dal Teatro Coccia di Novara. Musica di Salvatore Passantino su libretto di Ugo Giacomazzi e Luigi Di Gangi, edizioni Casa Musicale Sonzogno. Prima esecuzione mondiale 10 marzo 2024, Teatro Carlo Coccia di Novara.